# Список эпизодов телесериала «Хейвен»
Список эпизодов мистического телесериала «Хейвен» совместного производства США и Канады, сценарий которого основан на романе Стивена Кинга «Парень из Колорадо». Создателями сериала являются Сэм Эрнст и Джим Данн. Главные роли исполнили Эмили Роуз, Лукас Брайант и Эрик Бальфур. Съёмки проходили на Южном побережье Новой Шотландии в Канаде. Сериал выходил на канале Syfy с 9 июля 2010 года по 17 декабря 2015 года.

## Обзор сезонов
| Сезон | Сезон | Эпизоды | Эпизоды | Дата оригинального показа | Дата оригинального показа |
| Сезон | Сезон | Эпизоды | Эпизоды | Премьера сезона           | Финал сезона              |
| ----- | ----- | ------- | ------- | ------------------------- | ------------------------- |
|       | 1     | 13      | 13      | 9 июля 2010               | 8 октября 2010            |
|       | 2     | 13      | 13      | 15 июля 2011              | 6 декабря 2011            |
|       | 3     | 13      | 13      | 21 сентября 2012          | 17 января 2013            |
|       | 4     | 13      | 13      | 13 сентября 2013          | 13 декабря 2013           |
|       | 5     | 26      | 13      | 11 сентября 2014          | 5 декабря 2014            |
|       | 5     | 26      | 13      | 8 октября 2015            | 17 декабря 2015           |

## Список серий

### Сезон 1 (2010)
| № общий | № в сезоне | Название                                        | Режиссёр        | Автор сценария                                              | Дата премьеры    | Зрители в США (млн) |
| --- | ---------- | ----------------------------------------------- | --------------- | ----------------------------------------------------------- | ---------------- | ------------------- |
| 1 | 1          | «Welcome to Haven» «Добро пожаловать в Хейвен»  | Адам Кейн       | Сэм Эрнст и Джин Данн                                       | 9 июля 2010      | 2,34                |
| В маленький город Хейвен приезжает агент ФБР Одри Паркер, чтобы расследовать смерть сбежавшего заключённого. Но вскоре она обнаруживает, что его смерть — всего лишь верхушка айсберга сверхъестественных явлений. |            |                                                 |                 |                                                             |                  |                     |
| 2 | 2          | «Butterfly» «Бабочка»                           | Тим Соузэм      | Сэм Эрнст                                                   | 16 июля 2010     | 2,09                |
| Появление бабочки провоцирует странные явления, которые приводят агента Паркер и ставшего её напарником офицера Нейтана Уорноса к семье преподобного Дрискола, дочь которого недавно усыновила мальчика, чудом выжившего в автокатастрофе. Одри остаётся в Хейвене, чтобы узнать хоть что-нибудь о возможной родственнице — женщине с фотографии в старой газете. |            |                                                 |                 |                                                             |                  |                     |
| 3 | 3          | «Harmony» «Гармония»                            | Рэйчел Талалэй  | Мэтт МакГинесс                                              | 23 июля 2010     | 1,84                |
| Главный врач психиатрической лечебницы вдруг сходит с ума, а трое из его пациентов чудесным образом возвращают себе разум, а затем всё становится на свои места. И так раз за разом здоровые люди теряют рассудок, а одна из этих трёх пациентов становится нормальной… В конце серии выясняется, что женщину со старой фотографии, похожую на Одри, возможно, звали Люси. |            |                                                 |                 |                                                             |                  |                     |
| 4 | 4          | «Consumed» «Ущерб»                              | Рэйчел Талалэй  | Энн Хамилтон                                                | 30 июля 2010     | 2,13                |
| На фермерском рынке вдруг разом, за одно мгновение, испортились многие продукты, а у производителя мороженого вдруг умерли все коровы… Что или кто является связующим звеном? |            |                                                 |                 |                                                             |                  |                     |
| 5 | 5          | «Ball and Chain» «Оковы»                        | Тим Соузэм      | Никки Тоскано                                               | 6 августа 2010   | 1,88                |
| Винс и Дэйв находят в лодке тело старика, которому на самом деле было не более 35 лет. Затем на глазах у Паркер и Уорноса умирает ещё один 35-летний старик. Дюк Крокер тоже начинает резко стареть после встречи с загадочной незнакомкой. Что нужно предпринять офицерам, чтобы спасти друга? |            |                                                 |                 |                                                             |                  |                     |
| 6 | 6          | «Fur» «Шкура»                                   | Кит Семплс      | Джин Данн                                                   | 13 августа 2010  | 2,00                |
| Одного из членов охотничьего клуба загрыз волк в его собственной машине в полнолуние, а другого в гараже. Оборотни? Шеф Уорнос собирает охотничью облаву на зверя, отметая все предположения офицеров Паркер и Уорноса, как вдруг на самого шефа нападает… чучело лося, убитого им два года назад. |            |                                                 |                 |                                                             |                  |                     |
| 7 | 7          | «Sketchy» «Набросок»                            | Т.У. Пикок      | Мэтт МакГинесс                                              | 20 августа 2010  | 1,89                |
| У одного человека за минуту сломались практически все кости, другого же будто разрезали вдоль всего тела. Свидетелем обеих смертей становится один и тот же человек. Паркер и Уорнос, пытаясь допросить жениха дочери этого свидетеля, наблюдают, как у него с лица исчезают рот и глаза. Офицеры находят студию, в которой множество карандашных набросков, которые влияют на изображённых на них людей и на предметы. Кроме всего прочего, существует набросок, на котором изображена панорама Хейвена. |            |                                                 |                 |                                                             |                  |                     |
| 8 | 8          | «Ain't No Sunshine» «И никакого просвета»       | Кен Гиротти     | Сэм Эрнст                                                   | 27 августа 2010  | 1,97                |
| Тень убивает двоих сотрудников из медицинского центра, в котором преждевременно умерли несколько пациентов, страдающих раком, и в котором ходят легенды о Человеке Тьмы, убившем этих пациентов. |            |                                                 |                 |                                                             |                  |                     |
| 9 | 9          | «As You Were» «Прежний ты»                      | Роберт Либерман | Хосе Молина                                                 | 10 сентября 2010 | 1,76                |
| Друзья Одри готовят ей сюрприз в честь дня рождения, для чего снимают на выходные отель на холме Карпентера. Однако, помимо приятных неожиданностей весёлую компанию ждёт и неприятный сюрприз в виде «хамелеона», способного принять облик любого человека. И неизвестно, чей облик он принял на этот раз. |            |                                                 |                 |                                                             |                  |                     |
| 10 | 10         | «The Hand You're Dealt» «Рука судьбы»           | Рик Розенталь   | Джин Данн                                                   | 17 сентября 2010 | 1,59                |
| Директор местной школы гибнет от взрыва машины, затем один из школьников погибает в мгновенно закипевшем бассейне, и в обоих случаях странным образом замешана одна из работников школы — Ванесса. У неё в доме обнаруживается список, в котором зачёркнуты имена погибших. |            |                                                 |                 |                                                             |                  |                     |
| 11 | 11         | «The Trial of Audrey Parker» «Дело Одри Паркер» | Ли Роуз         | История: Чарльз Ардай Телесценарий: Сэм Эрнст и Хосе Молина | 24 сентября 2010 | 1,41                |
| Паркер проводит свой свободный вечер на лодке у Дюка, а в город приезжает босс Одри — агент Говард, у которого накопилось множество вопросов об отчётах Паркер, не отражающих события, происходящие в Хейвене. Лодку со всеми находящимися на ней людьми похищают двое загадочных парней, один из которых, похоже, обладает сверхъестественными способностями. |            |                                                 |                 |                                                             |                  |                     |
| 12 | 12         | «Resurfacing» «То, что всплыло»                 | Майк Рол        | Чарльз Ардай                                                | 1 октября 2010   | 1,44                |
| На берегу океана находят лодку, затонувшую около года назад вместе с пятью членами экипажа. А в семье капитана этой лодки происходят сверхъестественные события, похожие на полтергейст. Помогая этой семье, Паркер узнаёт новые сведения о Люси Рипли, создающие ещё больше вопросов, на которые всё труднее найти ответы. |            |                                                 |                 |                                                             |                  |                     |
| 13 | 13         | «Spiral» «Виток спирали»                        | Фрэд Гербер     | Сэм Эрнст и Джин Данн                                       | 8 октября 2010   | 1,70                |
| В Хейвен возвращается бывший заключённый Макс Хенсен, которого никто не рад видеть. В городе повсеместно появляются загадочные трещины. А Одри замечает, что Хенсен, как и Нейтан, не чувствует боли. |            |                                                 |                 |                                                             |                  |                     |

### Сезон 2 (2011)
| № общий | № в сезоне | Название                                               | Режиссёр         | Автор сценария                                                                       | Дата премьеры    | Зрители в США (млн) |
| --- | ---------- | ------------------------------------------------------ | ---------------- | ------------------------------------------------------------------------------------ | ---------------- | ------------------- |
| 14 | 1          | «A Tale of Two Audreys» «История о двух Одри»          | Т.У. Пикок       | Сэм Эрнст и Джин Данн                                                                | 15 июля 2011     | 1,88                |
| В Хейвен приезжает женщина, которая утверждает, что это именно она агент ФБР Одри Паркер. А на сам город одна за одной наступают десять казней египетских, последней из которых является смерть первенцев. |            |                                                        |                  |                                                                                      |                  |                     |
| 15 | 2          | «Fear & Loathing» «Страх и ненависть»                  | Роберт Либерман  | Габриэль Стэнтон                                                                     | 22 июля 2011     | 1,84                |
| Люди повсюду видят вещи, которые пугают их больше всего на свете. К Нейтану возвращается способность чувствовать, а из музея Хейвена пропадает головоломка, способная стереть весь город с лица земли… |            |                                                        |                  |                                                                                      |                  |                     |
| 16 | 3          | «Love Machine» «Любимые машины»                        | Т.У. Пикок       | История: Мэтт МакГинесс Телесценарий: Мэтт МакГинесс, Нора Цукерман и Лилла Цукерман | 29 июля 2011     | 2,00                |
| Один за другим различные механизмы убивают или пытаются убить людей. Машины даже действуют сообща. А тем временем одна из Одри отправляется в место, координаты которого были оставлены в книге, и напрочь теряет там память. |            |                                                        |                  |                                                                                      |                  |                     |
| 17 | 4          | «Sparks and Recreation» «Искры и отдых»                | Линн Стопкевич   | Джонатан Абрамс                                                                      | 5 августа 2011   | 1,82                |
| На бейсбольном матче от мощнейшего электрического разряда чуть не погибает судья. Затем от удара током на пресс-конференции погибает мэр Хейвена, обладавший безграничной любовью населения. На поминках электрический разряд поражает жену и сына погибшего. Тем временем Дюк ищет то, что, возможно, спасёт ему жизнь.          |            |                                                        |                  |                                                                                      |                  |                     |
| 18 | 5          | «Roots» «Корни»                                        | Тим Соузэм       | Джим Данн                                                                            | 12 августа 2011  | 1,89                |
| Двое влюблённых из враждующих семей Новелли и Киген собирается пожениться. Офицер Паркер, оказавшаяся в доме Кигенов за день до свадьбы, обнаруживает, как кто-то или что-то утащило одного из находящихся в доме в лес. В результате все, кто был в доме, оказываются в ловушке.                                                 |            |                                                        |                  |                                                                                      |                  |                     |
| 19 | 6          | «Audrey Parker's Day Off» «Выходной Одри Паркер»       | Фред Гербер      | Нора Цукерман и Лилла Цукерман                                                       | 19 августа 2011  | 1,74                |
| Офицер Паркер берёт выходной. Но, приехав на срочный вызов и узнав, что погиб ребёнок, она вновь просыпается и проживает этот день заново, раз за разом, но теперь уже вместо ребёнка каждый раз гибнет кто-то из дорогих Одри людей. Как ей следует прожить этот день, чтобы суметь всех спасти и не погибнуть самой?            |            |                                                        |                  |                                                                                      |                  |                     |
| 20 | 7          | «The Tides That Bind» «Потоки, которые связывают»      | Паоло Барзман    | Габриэль Стэнтон                                                                     | 26 августа 2011  | 1,91                |
| Несколько мальчиков толкают в воду своего сверстника с привязанным к ноге камнем, а позже тело мужчины, видевшего утонувшего мальчика, находят на берегу моря. Как выясняется позднее, это мужчина — Лейт Глендауэр, родственник мальчика, а сам этот мальчик жив-здоров. И оказывается, что у семьи Глендауэров немало секретов. |            |                                                        |                  |                                                                                      |                  |                     |
| 21 | 8          | «Friend or Faux» «Друг или подделка»                   | Стивен Рейнольдс | Сэм Эрнст                                                                            | 2 сентября 2011  | 1,46                |
| Один из братьев-близнецов Корнел Стемерон убивает второго, а через несколько минут «мёртвый» брат снова жив. Затем выясняется, что такое происходило уже не один раз, и у Корнела никогда не было брата. |            |                                                        |                  |                                                                                      |                  |                     |
| 22 | 9          | «Lockdown» «Строгая изоляция»                          | Джейсон Пристли  | Нора Цукерман и Лилла Цукерман                                                       | 9 сентября 2011  | 1,91                |
| Муниципалитет решает заменить Нейтана Уорноса. Один из полицейских погибает в участке от неизвестной болезни, и новый шеф полиции принимает решение изолировать всех находящихся в участке от внешнего мира, чтобы избежать распространения болезни, а люди в участке продолжают заболевать.                                      |            |                                                        |                  |                                                                                      |                  |                     |
| 23 | 10         | «Who, What, Where, Wendigo?» «Кто, Что, Где, Вендиго?» | Ли Роуз          | Джонатан Абрамс                                                                      | 16 сентября 2011 | 2,02                |
| В новостях сообщается об очередном убийстве, которых на Центральном Побережье насчитывается уже полдюжины, а серийный убийца всё ещё на свободе. Местный подросток без вести пропадает в лесах Хейвена. Поисковый отряд находит доказательства, подтверждающие существование сверхъестественных существ в лесу.                   |            |                                                        |                  |                                                                                      |                  |                     |
| 24 | 11         | «Business as Usual» «Обычный бизнес»                   | Шон Пиллер       | Мэтт МакГинесс и Габриэль Стэнтон                                                    | 23 сентября 2011 | 1,87                |
| Один из бегунов мгновенно высыхает на глазах у волонтёра. Затем происходит ещё одна такая же смерть, тайны Хейвена становятся явными, люди разделяются на два лагеря, а Одри и Дюк узнают шокирующие тайны прошлого. |            |                                                        |                  |                                                                                      |                  |                     |
| 25 | 12         | «Sins of the Fathers» «Грехи отцов»                    | Ли Роуз          | Сэм Эрнст и Джим Данн                                                                | 30 сентября 2011 | 1,80                |
| Мёртвые посещают живых, чтобы отомстить или получить ответы на некоторые вопросы. А преподобный Дрисколл решает довести свою игру до конца. За Дюком приходит парень с татуировкой. |            |                                                        |                  |                                                                                      |                  |                     |
| 26 | 13         | «Silent Night» «Тихая ночь»                            | Шон Пиллер       | Брайан Милликин                                                                      | 6 декабря 2011   | 1,20                |
| Одри Паркер замечает рождественские украшения, которые загадочно появляются в Хейвене в середине июля, но никто, включая Нейтана, не удивляется этому. Тем не менее, когда начинают пропадать без вести жители городка, Одри убеждает Нейтана найти способ остановить это.                                                        |            |                                                        |                  |                                                                                      |                  |                     |

### Сезон 3 (2012-13)
| № общий | № в сезоне | Название                                            | Режиссёр         | Автор сценария                   | Дата премьеры    | Зрители в США (млн) |
| --- | ---------- | --------------------------------------------------- | ---------------- | -------------------------------- | ---------------- | ------------------- |
| 27 | 1          | «301» «Триста один»                                 | Ли Роуз          | Джонатан Абрамс                  | 21 сентября 2012 | 2,00                |
| Пока Нейтан и Дюк, забыв о своих разногласиях, пытаются найти Одри, в городе появляется человек, чьи беды заключаются в одержимости инопланетными захватчиками. |            |                                                     |                  |                                  |                  |                     |
| 28 | 2          | «Stay» «Останься»                                   | Шон Пиллер       | Мэтт МакГиннес                   | 28 сентября 2012 | 1,44                |
| Голые варвары бродят по улицам Хейвена, и пока Нейтан и Одри пытаются выяснить, кто они и откуда, Дюк уговаривает Винса и Дейва разрешить просмотреть ему архив газеты, чтобы понять, кто такой этот загадочный «Охотник» и как он связан с Одри.                                                                                        |            |                                                     |                  |                                  |                  |                     |
| 29 | 3          | «The Farmer» «Фермер»                               | Т.У. Пикок       | Сэм Эрнст и Джим Данн            | 5 октября 2012   | 1,57                |
| Расследование странного убийства приводит бостонского полицейского в Хейвен, где убийства продолжаются. Все жертвы связаны кровным родством. |            |                                                     |                  |                                  |                  |                     |
| 30 | 4          | «Over My Head» «Навсегда в моём сердце»             | Роберт Либерман  | Габриэль Стэнтон                 | 12 октября 2012  | 1,72                |
| Одри и Нейтан расследуют непонятные смерти, связанные с водой. В расследовании им помогает Дюк, что не радует Нейтана. Нейтан узнаёт о таинственной организации «Стражи», а Одри начинает вспоминать некоторые моменты своей прошлой жизни.                                                                                              |            |                                                     |                  |                                  |                  |                     |
| 31 | 5          | «Double Jeopardy» «Двойной риск»                    | Ниша Ганатра     | Нора Цукерман и Лилла Цукерман   | 19 октября 2012  | 1,45                |
| Странная девушка в белом платье вершит суд по принципу «око за око». Одри пытается вспомнить прошлое с помощью Клэр. |            |                                                     |                  |                                  |                  |                     |
| 32 | 6          | «Real Estate» «Недвижимость»                        | Джейсон Пристли  | Брайан Милликин                  | 26 октября 2012  | 1,41                |
| В вечер Хэллоуина девушка теряет своего парня в известном каждому в Хейвене «доме с привидениями», она просит Одри о помощи. Одри и её друзья отправляются туда, но обнаруживают, что попали в ловушку к некой злой и невидимой силе. |            |                                                     |                  |                                  |                  |                     |
| 33 | 7          | «Magic Hour (Part 1)» «Волшебный час (Часть 1)»     | Пол Фокс         | Шернол Эдвардс                   | 2 ноября 2012    | 1,55                |
| В Хейвене происходит череда странных смертей и воскрешений. Одри и Дюк едут в Колорадо, чтобы найти Джеймса Когана. Нейтан раскрывает убийцу с крепёжным пистолетом и тот убивает Нейтана. |            |                                                     |                  |                                  |                  |                     |
| 34 | 8          | «Magic Hour (Part 2)» «Волшебный час (Часть 2)»     | Пол Фокс         | Сэм Эрнст и Джим Данн            | 9 ноября 2012    | 1,60                |
| У Одри есть только один шанс воскресить Нейтана — разбудить чужую беду. |            |                                                     |                  |                                  |                  |                     |
| 35 | 9          | «Sarah» «Сара»                                      | Стивен Рейнольдс | Нора Цукерман и Лилла Цукерман   | 16 ноября 2012   | 1,62                |
| Дюк попадает в прошлое и встречает своего деда. Нейтан попадает в прошлое и встречает Сару. Из-за изменений в прошлом в Хейвене по эффекту бабочки изменяется настоящее — и отнюдь не к лучшему. Нейтан и Дюк должны направить события в прошлом по нужному руслу, чтобы вернуться в свой, «нормальный» Хейвен. Сара помогает им в этом. |            |                                                     |                  |                                  |                  |                     |
| 36 | 10         | «Burned» «Сожжённый»                                | Т.У. Пикок       | Чарльз Ардай                     | 30 ноября 2012   | 1,53                |
| В Хейвене появляется девочками с могущественными Бедами, и «Стражи» пытаются заполучить её, чтобы использовать для воздействия на Нейтана, а через него и на Одри. |            |                                                     |                  |                                  |                  |                     |
| 37 | 11         | «Last Goodbyes» «Последнее прощание»                | Стивен Аделсон   | Брайан Милликин и Шернол Эдвардс | 7 декабря 2012   | 1,56                |
| Однажды утром Одри просыпается и обнаруживает, что Хейвен пустынен, а все его жители спят. Все, кроме одного. |            |                                                     |                  |                                  |                  |                     |
| 38 | 12         | «Reunion» «Воссоединение»                           | Ли Роуз          | Габриэль Стэнтон                 | 17 января 2013   | 1,31                |
| После того как Одри выясняет настоящую личность Коженосца, они вместе с Нейтаном начинают расследование двух загадочных смертей, произошедших на вечере встреч выпускников. Дюку выпадает второй шанс, а Дэйв заключает сделку, чтобы узнать новую информацию об Амбаре.                                                                 |            |                                                     |                  |                                  |                  |                     |
| 39 | 13         | «Thanks for the Memories» «Спасибо за воспоминания» | Шон Пиллер       | Сэм Эрнст и Джим Данн            | 17 января 2013   | 1,36                |
| Метеоритный дождь обрушивается на Хейвен, и Одри должна сделать невозможный выбор: остаться в амбаре и исчезнуть на 28 лет, позволить разрушить город или убить своего сына, чтобы остановить беды навсегда. Арла и Джеймс воссоединяются, а Винс и Дэйв серьёзно ссорятся.                                                              |            |                                                     |                  |                                  |                  |                     |

### Сезон 4 (2013)
| № общий | № в сезоне | Название                                       | Режиссёр         | Автор сценария                                  | Дата премьеры    | Зрители в США (млн) |
| --- | ---------- | ---------------------------------------------- | ---------------- | ----------------------------------------------- | ---------------- | ------------------- |
| 40 | 1          | «Fallout» «Осадки»                             | Шон Пиллер       | Габриэль Стэнтон                                | 13 сентября 2013 | 1,55                |
| Спустя шесть месяцев после исчезновения амбара Дюк таинственным образом появляется в Бостоне. Он встречает Дженнифер Мейсон, которая может слышать голоса из амбара. Она рассказывает, что Говард сообщил Одри другой способ покончить с бедами. Вместе они отправляются в Хейвен и обнаруживают, что за прошедшие шесть месяцев там изменилось очень многое: Нейтан уволился из полиции, многие жители пострадали от метеоритного дождя, а Нейтан винит в этом себя. Шерифом Хейвена стал Дуайт, а за Нейтаном охотятся Джордан и «Стражи», жаждущие его смерти. Дюк застаёт в «Чайке» своего брата — Уэйда Крокера, который ничего не знает о семейном проклятии. В то же время человек по имени Уильям знакомится с барменшей Лекси, которая выглядит точь-в-точь как Одри Паркер. |            |                                                |                  |                                                 |                  |                     |
| 41 | 2          | «Survivors» «Выжившие»                         | Шон Пиллер       | Нора Цукерман и Лилла Цукерман                  | 20 сентября 2013 | 1,36                |
| Нейтан пытается найти баланс между своими обязанностями в Хейвене и поиском Одри. Дюк старается успокоить Дженнифер и разобраться со своим старшим братом, а также расследует вместе с Нейтаном дело человека с бедами, который превращает людей в пепел. В Техасе Одри начинает узнавать о том, кто она такая. |            |                                                |                  |                                                 |                  |                     |
| 42 | 3          | «Bad Blood» «Дурная кровь»                     | Роберт Либерман  | Шернол Эдвардс                                  | 27 сентября 2013 | 1,54                |
| Пока Нейтан и Дуайт ищут убийцу, оставляющего обескровленные тела своих жертв, Дженнифер вновь начинает слышать голоса, а Винс и Дэйв отправляются в Нью-Гемпшир. Тем временем Уильям рассказывает Одри, чем на самом деле является Бар, и почему она должна его покинуть. |            |                                                |                  |                                                 |                  |                     |
| 43 | 4          | «Lost and Found» «Бюро находок»                | Ли Роуз          | Спид Уид                                        | 4 октября 2013   | 1,49                |
| В то время как Нейтан и Дуайт расследуют серию необъяснимых похищений детей, Дюк помогает Дженнифер сосредоточиться, чтобы она могла больше узнать о местоположении Одри. Тем временем в баре Уильям рассказывает Одри о том, каким образом она может сбежать оттуда, до того как это место, находящееся между двумя мирами, взорвётся. |            |                                                |                  |                                                 |                  |                     |
| 44 | 5          | «The New Girl» «Новенькая»                     | Рик Бота         | Брайан Милликин                                 | 11 октября 2013  | 1,59                |
| Одри возвращается, ничего не помня о себе и о своей любви к Нейтану, и Дюк и Винс заключают договорённость о том, каким образом и когда следует убить Нейтана, чтобы покончить с бедами навсегда. Тем временем в городе происходит серия загадочных самоубийств. |            |                                                |                  |                                                 |                  |                     |
| 45 | 6          | «Countdown» «Обратный отсчёт»                  | Джефф Ренфро     | Мэтт МакГинесс                                  | 18 октября 2013  | 1,45                |
| Жители Хейвена начинают видеть загадочный обратный отсчёт на своих телефонах и всех других мониторах, а затем умирают от трупного окоченения. Дюк помогает Нейтану в расследовании, чтобы держать Лекси подальше от него и не позволить ему понять, что на самом деле она Одри. Джордан разрабатывает собственный метод избавления от бед. |            |                                                |                  |                                                 |                  |                     |
| 46 | 7          | «Lay Me Down» «Уложи меня»                     | Пол Фокс         | Нора Цукерман и Лилла Цукерман                  | 25 октября 2013  | 1,45                |
| Люди в Хейвене начинают получать травмы во сне, и некоторые из этих травм оказываются смертельными. Дюк ищет своего брата Уэйда, а Винс и Дэйв принимают Дженнифер на работу и обнаруживают в её прошлом некую тайну. |            |                                                |                  |                                                 |                  |                     |
| 47 | 8          | «Crush» «Давление»                             | Стивен Рейнольдс | Спид Уид                                        | 1 ноября 2013    | 1,33                |
| В семье, где никогда не было Бед, впервые проявляется их проклятие, способное разрушить Хейвен. В то же время, Нейтан и Дюк принимают важные решения, касающиеся их жизней, а Винс и Дэйв находят дневник, в котором описана древняя индейская легенда. |            |                                                |                  |                                                 |                  |                     |
| 48 | 9          | «William» «Уильям»                             | Грант Харви      | Шернол Эдвардс                                  | 8 ноября 2013    | 1,72                |
| Волна параноидального бреда охватывает Хейвен, пока Одри и её друзья допрашивают двух мужчин из Амбара, которые последовали за ней через дверь. Как выяснилось, эти двое ищут странную коробку, а ключом к разгадке её тайны может оказаться Уильям. |            |                                                |                  |                                                 |                  |                     |
| 49 | 10         | «The Trouble with Troubles» «Беда с бедами»    | Т.У. Пикок       | Нора Цукерман, Лилла Цукерман и Брайан Милликин | 15 ноября 2013   | 1,57                |
| Одри попадает в альтернативную реальность — Хейвен, где никогда не было бед. Однако её радость длится только до того, как она узнаёт, что Уильям тоже оказался здесь и не остановится ни перед чем, чтобы вернуться обратно. |            |                                                |                  |                                                 |                  |                     |
| 50 | 11         | «Shot in the Dark» «Выстрел в темноте»         | Майрзи Алмас     | Ник Паркер                                      | 22 ноября 2013   | 1,46                |
| В Хейвен приезжают «охотники за привидениями», называющие себя Искателями Темной Стороны. Они расследуют убийство, и когда узнают о бедах, шантажируют полицию, чтобы заключить сделку и узнать больше о происходящем. В то же время Нейтан и Одри разбираются с последствиями признания Уильяма. |            |                                                |                  |                                                 |                  |                     |
| 51 | 12         | «When the Bough Breaks» «Когда связь прервана» | Ли Роуз          | Спид Уид и Шернол Эдвардс                       | 6 декабря 2013   | 1,36                |
| Уильям пытается заставить Одри вспомнить её прошлое, поставив её перед трудным выбором: наделить бедой одного или позволить умереть сотням. Тем временем, Дженнифер, Винс и Дэйв находят так называемое «сердце Хейвена», через которое можно изгнать Уильяма из города. |            |                                                |                  |                                                 |                  |                     |
| 52 | 13         | «The Lighthouse» «Маяк»                        | Шон Пиллер       | Мэтт МакГинесс и Габриэль Стэнтон               | 13 декабря 2013  | 1,25                |
| Одри возвращает Дюку его семейное проклятие, но теперь оно имеет странные побочные эффекты. Для открытия дверей в другой мир нужны четыре человека, которые пришли из него. Одри вспоминает свою сущность по имени Мара. После совершения ритуала и изгнания Уильяма Дженнифер понимает, что это было ошибкой и падает замертво. |            |                                                |                  |                                                 |                  |                     |

### Сезон 5 (2014-15)
Часть 1 (2014)
| № общий | № в сезоне | Название                                                 | Режиссёр        | Автор сценария                    | Дата премьеры    | Зрители в США (млн) |
| --- | ---------- | -------------------------------------------------------- | --------------- | --------------------------------- | ---------------- | ------------------- |
| 53 | 1          | «See No Evil» «Не вижу зла»                              | Шон Пиллер      | Мэтт МакГинесс и Габриэль Стэнтон | 11 сентября 2014 | 1,04                |
| Нейтан и Дюк понимают, что потеряли Одри, и должны теперь разобраться с захватившей её тело Марой — злом, которое ответственно за возникновение бед в Хейвене. |            |                                                          |                 |                                   |                  |                     |
| 54 | 2          | «Speak No Evil» «Не говорю зла»                          | Шон Пиллер      | Мэтт МакГинесс и Габриэль Стэнтон | 18 сентября 2014 | 1,02                |
| Нейтан и Дуайт обнаруживают источник беды, зашивающей рты и глаза жителям Хейвена, и делают все возможное, чтобы остановить её. В это время Мара использует Вики, чтобы попытаться прорвать одно из «тонких мест». |            |                                                          |                 |                                   |                  |                     |
| 55 | 3          | «Spotlight» «Высветить»                                  | Т.У. Пикок      | Спид Уид и Шернол Эдвардс         | 25 сентября 2014 | 0,85                |
| Нейтан прячет Мару, чтобы не отдавать её в руки Дуайта и не подвергать её жизнь опасности. Тем временем, подруга Дюка может умереть из-за действия собственной беды, и он решает, что Мара — единственная, кто способен спасти её.                                                                                                  |            |                                                          |                 |                                   |                  |                     |
| 56 | 4          | «Much Ado About Mara» «Много шума от Мары»               | Т.У. Пикок      | Спид Уид и Шернол Эдвардс         | 2 октября 2014   | 0,72                |
| В то время как Нейтан и Дюк пытаются доказать Дуайту, что внутри Мары все еще жива Одри, серия странных и смертельных происшествий охватывает всю округу. Тем временем, Винс и Дейв прибегают к помощи психотерапевта, чтобы выяснить, что именно произошло в пещере.                                                               |            |                                                          |                 |                                   |                  |                     |
| 57 | 5          | «The Old Switcheroo (Part 1)» «Давняя история (Часть 1)» | Джефф Ронфро    | Синди МаКрири и Скотт Шеперд      | 10 октября 2014  | 0,82                |
| Винс едет в Северную Каролину, чтобы узнать прошлое Дэйва и расследовать обстоятельства его усыновления. Однако оба брата внезапно обнаруживают, что поменялись телами. Такие же изменения происходят с некоторыми другими людьми. Тем временем Нейтан разрабатывает новый план возвращения Одри, несмотря на угрозы Мары убить её. |            |                                                          |                 |                                   |                  |                     |
| 58 | 6          | «The Old Switcheroo (Part 2)» «Давняя история (Часть 2)» | Джефф Ронфро    | Синди МаКрири и Скотт Шеперд      | 17 октября 2014  | 0,95                |
| Тело Дюка вот-вот взорвется из-за накопленных в его крови бед, однако Нейтан, находящийся в нем, не в состоянии сосредоточиться и выпустить беду. Для собственного спасения друзьям необходимо воссоединить братьев, вызывающих обмен телами, и помочь им преодолеть их проклятие.                                                  |            |                                                          |                 |                                   |                  |                     |
| 59 | 7          | «Nowhere Man» «Человек из ниоткуда»                      | Роберт Либерман | Брайан Милликин                   | 24 октября 2014  | 0,76                |
| Нейтан и некоторые другие жители Хейвена внезапно исчезают, однако Одри и Дюк даже не подозревают, что их друг превратился в призрака. Тем временем, «Стража» не верит, что Одри перестала быть Марой, и планирует убить её. |            |                                                          |                 |                                   |                  |                     |
| 60 | 8          | «Exposure» «Воздействие»                                 | Роберт Либерман | Ник Паркер                        | 31 октября 2014  | 0,85                |
| Нейтан продолжает оставаться призраком и с помощью Одри и Дюка пытается вернуть своё тело. Однако другой призрак планирует совершить убийство, прежде чем они смогут вернуться в реальный мир. |            |                                                          |                 |                                   |                  |                     |
| 61 | 9          | «Morbidity» «Болезненность»                              | Рик Бота        | Спид Уид                          | 7 ноября 2014    | 0,79                |
| Врач из Центра контроля заболеваний прибывает в Хейвен, для того чтобы исследовать инфекцию Дейва. В то же самое время в Хейвене распространяется загадочное заболевание, поражающее только людей с бедами и грозящее раскрыть секрет города всему миру.                                                                            |            |                                                          |                 |                                   |                  |                     |
| 62 | 10         | «Mortality» «Смертельность»                              | Рик Бота        | Адам Хиггс                        | 14 ноября 2014   | 0,86                |
| Шарлотта выбивается из сил, пытаясь найти способ лечения болезни, активирующей беды. Нейтан, наконец, находит источник болезни, который, однако, не в состоянии самостоятельно остановить происходящие беды. Дюк освобождает Мару, и они вместе отправляются на поиски частей эфира.                                                |            |                                                          |                 |                                   |                  |                     |
| 63 | 11         | «Reflections» «Отражения»                                | Грант Харви     | Шернол Эдвардс                    | 21 ноября 2014   | 0,77                |
| В то время как здоровье Одри ухудшается, новая беда охватывает Хейвен. Беды, находящиеся внутри Дюка, грозят выплеснуться наружу, и только Мара в силах помочь ему. Вот только захочет ли она? |            |                                                          |                 |                                   |                  |                     |
| 64 | 12         | «Chemistry» «Химия»                                      | Грант Харви     | И. Ширин Йазак                    | 28 ноября 2014   | 0,87                |
| Одри и Винс выясняют, что Шарлотта не та, за кого себя выдает. Нейтан и Дюк отдельно друг от друга пытаются найти пропавшую Мару. Дюк обнаруживает, что его беда вновь видоизменилась. |            |                                                          |                 |                                   |                  |                     |
| 65 | 13         | «Chosen» «Избранная»                                     | Шон Пиллер      | Мэтт МакГинесс                    | 5 декабря 2014   | 0,91                |
| Шарлотта рассказывает о том, как она связана с Марой и Одри. Мара угрожает взорвать Дюка, если ей не позволят уйти. Винс уговаривает Дейва отвести его к Кроатону. |            |                                                          |                 |                                   |                  |                     |

Часть 2 (2015)
| № общий | № в сезоне | Название                                                  | Режиссёр       | Автор сценария                | Дата премьеры   | Зрители в США (млн) |
| --- | ---------- | --------------------------------------------------------- | -------------- | ----------------------------- | --------------- | ------------------- |
| 66 | 14         | «New World Order» «Новый мировой порядок»                 | Шон Пиллер     | Брайан Милликин и Ник Паркер  | 8 октября 2015  | 0,75                |
| Дуайт пытается взять под контроль новую вспышку Бед, в то время как Винс и Дейв узнают правду о видениях Дейва. Дюк И Нейтан стараются успокоить девушку с Бедами, а Одри и Шарлотта ищут источник стены из тумана, окутавшей город. |            |                                                           |                |                               |                 |                     |
| 67 | 15         | «Power» «Сила»                                            | Рик Бота       | Адам Хиггс                    | 8 октября 2015  | 0,55                |
| "Стражи" пытаются найти способ остановить новую беду, убивающую в полной темноте. Чтобы восстановить местную электростанцию, Нейтан вынужден отправиться в опасное путешествие через весь город, который превратился в аномальную зону, где на каждом шагу людей поджидают разные беды. Тем временем Дюк пытается начать новую жизнь за пределами Хэйвена, а Дуайт вынужден принимать непростые решения, ради безопасности людей. |            |                                                           |                |                               |                 |                     |
| 68 | 16         | «The Trial of Nathan Wuornos» «Суд над Нейтаном Уорносом» | Рик Бота       | Спид Уид                      | 15 октября 2015 | 0,70                |
| В то время, как Дуайт и Шарлотта разыскивают эфир, разгневанные жители устраивают суд над Нэйтаном, считая его виновным в смерти Киры. |            |                                                           |                |                               |                 |                     |
| 69 | 17         | «Enter Sandman» «Дрёма»                                   | Лукас Брайант  | Шернол Эдвардс                | 22 октября 2015 | 0,59                |
| Дуайт и Нейтан пытаются освободить Одри из мира снов Сэндмена, Дюк, тем временем встречает Сэта, и окончательно убеждается, что во внешнем мире, никто не помнит о Хэйвене. |            |                                                           |                |                               |                 |                     |
| 70 | 18         | «Wild Card» «Дикая карта»                                 | Ли Роуз        | Брайан Милликин и Ник Паркер  | 29 октября 2015 | 0,65                |
| В Хэйвене появляется новая беда, убивающая людей, в соответствии с изображениями карт таро, под её влияние попадают Шарлотта, Одри, Дуайт и Нейтан. Шарлотта узнаёт о Кроатоне и рассказывает друзьям шокирующую тайну. У команды остаётся совсем немного времени, чтобы избежать смерти и найти лекарство от бед! Дюк пытается избавиться от своей беды, но сталкивается с шарлатаном. |            |                                                           |                |                               |                 |                     |
| 71 | 19         | «Perditus» «Потерянное»                                   | Ли Роуз        | Габриэль Стэнтон и Адам Хиггс | 5 ноября 2015   | 0,80                |
| Дуайт в ярости, и хочет покончить с Кроатоном любой ценой. К нему присоединяется Одри, вместе они идут к Дэйву, в надежде вызвать у него видения и больше узнать о Кроатоне. Дюк общается с таинственным незнакомцем, который рассказывает ему о прошлом семьи Крокеров. |            |                                                           |                |                               |                 |                     |
| 72 | 20         | «Just Passing Through» «Просто проезжающие мимо»          | Колин Фергюсон | Сэм Эрнст и Джим Данн         | 12 ноября 2015  | 0,72                |
| Нейтан и Винс отправляются в прошлое, пользуясь бедой Стюарта Мосли. В прошлом Нейтан встречает Гарланда и Сару, и пытается найти девушку, чья беда может открывать прорехи в пустоту. Винс, тем временем, идёт к брату, в надежде изменить трагические события того дня. |            |                                                           |                |                               |                 |                     |
| 73 | 21         | «Close to Home» «Близко к дому»                           | Судз Сазерленд | Джошуа Брэндон                | 19 ноября 2015  | 0,66                |
| Дюк возвращается в Хэйвен вместе с Хэйли. Одри и Нейтан активируют её беду, и открывают прореху в пустоту. Нейтан отправляется в пустоту в поисках контроллера для нового амбара и встречается с Уильямом. Обманом он заставляет его сотрудничать с ним и помогать в поисках. "Стража" пытается придумать как избавить Дэйва от влияния Кроатона, а тем временем в городе находятся люди, которые не рады возвращению Крокера и хотят свести с ним счёты. |            |                                                           |                |                               |                 |                     |
| 74 | 22         | «A Matter of Time» «Вопрос времени»                       | Судз Сазерленд | Брайан Милликин               | 26 ноября 2015  | 0,53                |
| Нейтан в ловушке внутри пустоты, вместе с Уильямом, в заваленной пещере. Хэйли застревает между решётками забора. Дюк пытается уговорить её открыть прореху и выпустить Нейтана, а Одри предлагает Крокеру убить девушку и забрать её беду, ведь она всё-равно обречена и умрёт. Винс и Дуайт погружают Дэйва в гипноз, чтобы тот встретился с Кроатоном внутри себя. Пользуясь этим состоянием Кроатон пытается влиять на всех, кто находится рядом, но Дэйв, в итоге, лишает его возможности стирать память людей. |            |                                                           |                |                               |                 |                     |
| 75 | 23         | «Blind Spot» «Слепое пятно»                               | Т.У. Пикок     | И. Ширин Йазак                | 3 декабря 2015  | 0,62                |
| У Лаверн активируется беда Холлуэя, и она сливается с полицейским участком, внутри которого "Стража", готовится к встрече с Кроатоном. Одри пытается понять как создать новый амбар и случайно призывает агента Говарда. Кроатон начинает действовать и захватывает тело Дюка. |            |                                                           |                |                               |                 |                     |
| 76 | 24         | «The Widening Gyre» «Расширяющаяся воронка»               | Т.У. Пикок     | Ник Паркер                    | 10 декабря 2015 | 0,74                |
| "Стража" ловит Дюка и запирает его в комнате для допроса. Нейтан пытается достучатся до старого друга, но понимает, что влияние Кроатона всё ещё сильно. Одри в руках у Кроатона, который рассказывает ей о прошлом и бедах. Говард сообщает, что не может стать управляющим нового амбара и Винс вызывается принять на себя эту роль. Дуайт находит убежище в котором держат Одри, но встречает там совсем не того, кого ожидал встретить. |            |                                                           |                |                               |                 |                     |
| 77 | 25         | «Now» «Сейчас»                                            | Шон Пиллер     | Габриэль Стэнтон              | 17 декабря 2015 | 0,68                |
| Кроатон начинает искушать друзей Одри, чтобы убрать все препятствия со своего пути. Одри использует беду Вики, чтобы восстановить кору эфира, но терпит неудачу из-за Дюка. После откровенного разговора с ним, ей удаётся освободить его от пагубного влияния Кроатона, после чего Крокер просит друзей убить его, чтобы все собранные беды умерли вместе с ним. |            |                                                           |                |                               |                 |                     |
| 78 | 26         | «Forever» «Вечность»                                      | Шон Пиллер     | Мэтт МакГинесс                | 17 декабря 2015 | 0,53                |
| Все попытки остановить Кроатона терпят неудачу. Нейтан догадывается о том, что находится не там где надо и не с той Одри и возвращается в Хэйвен. Жертвуя собой, он помогает Одри убедить Кроатона, остановится, но эфирное облако уже не остановить. Винс сообщает, что создать новый амбар невозможно, без энергии любви, которой он заряжается. Паркер понимает, что должна уйти в новый амбар, ведь её любовь к Нейтану достаточно сильна. Эфирное облако растворяется, люди с бедами исцеляются, а новый амбар исчезает. В финале Нейтан встречает девушку, по имени Пейдж, внешне похожую на Одри, у них завязывается беседа, после чего Пейдж приглашает его на завтрак и они вместе уезжают в сторону Хэйвена. |            |                                                           |                |                               |                 |                     |